# 임종국 (성우)
임종국(林鐘國, 1938년 8월 14일 ~ 2019년 1월 13일)는 대한민국의 성우 겸 연극배우이다. 1961년 KBS에 입사했으며, 현재는 KBS 5기이다. 한국방송 성우극회 소속이다.

## 특기사항
자녀로는 KBS 24기 성우 임아영이 있다.

## 주요 출연작품

### 애니메이션
- 삼국지 (KBS) - 해설
- 플란더스의 개 (KBS) - 할아버지
- 은비까비의 옛날옛적에 (KBS) - 임금님

### 영화
- 슈퍼맨 [1985년 더빙판] (KBS) - 조엘 (말론 브란도)
- 숀 코너리의 함정 (KBS)
- 배트맨 (SBS) - 알프레드 (마이클 고)
  - 배트맨 2 (SBS) - 알프레드 (마이클 고)
- 길로틴 트래지디 (KBS) - 주지사
- 오픈 유어 아이즈 (KBS)
- 쇼생크 탈출 (SBS) - 브룩스 영감 (제임스 휘트모어)
- 마이너리티 리포트 (SBS) - 버재스 (막스 폰 시도우)
- 스타 워즈4 (KBS) - 오비완 케노비 (알렉 기넥스)
- 벤허 (KBS) - 발타사르(핀레이 큐리)
- 007 살인번호 (KBS) - M (버나드 리)
- 007 위기일발 (KBS) - M (버나드 리)
- 007 골드핑거 (KBS) - M (버나드 리)
- 007 썬더볼 작전(KBS) - M (버나드 리)
- 007 두 번 산다 (KBS) - M (버나드 리)
- 007 죽느냐 사느냐 (KBS) - M (버나드 리)
- 007 문레이커 (KBS) - M (버나드 리)
- 귀여운 여인 (KBS) - 회장(랠프 벨러미)
- 언더시즈 2 (KBS) - 베이츠 합참의장(앤디 로마노)
- 새벽의 비밀 (KBS)
- 오리엔트 특급 살인 사건 (KBS) - 베도즈(존 길구드)
- 공포의 특급열차 (KBS) - 루트
- 맬리스 (KBS)
- 워락 (KBS)
- 사운드 오브 뮤직 (KBS)
- X파일: 미래와의 전쟁 (KBS) - 매니큐어 (존 네빌)
- 34번가의 기적 (KBS)
- 붉은 기관차 (KBS)
- 러브스토리 (KBS) - 올리버 배레 3세 (레이 밀런드)
- 닥터 지바고 [1997년 더빙판] (KBS) - 알렉산더 (랄프 리차드슨)
- 인사이더 (KBS) - 샌디퍼 사장 (마이클 갬본)
- 툼 레이더 (KBS) - 윌슨(레슬리 필립스)
- 스티븐 킹의 토미노커스 (KBS)
- 아라비아의 로렌스 (KBS) - 드라이든(클로드 레인스)
- 빠삐용 (KBS)
- 타워링 (MBC) - 던컨 (윌리엄 홀든)
- 탈주자 (KBS)
- 북해유전 특공작전 (KBS) - 브린스 (제임스 메이슨)
- 고백(KBS) - 추기경(시릴 쿠삭)
- 간디 (KBS) - 조지 경(존 길구드)
- 스미스씨 워싱턴에 가다(KBS) - 제퍼슨 스미스(제임스 스튜어트)
- 비둘기가 날 때 (KBS) - 판사(스탠리 할로웨이)
- 홀리 맨 (KBS) - 사장(로버트 로지아)
- 레미제라블 (SBS) - 미리엘 주교(루이스 시너) / 질노르망(페르낭 르두)

### 외화
- 부부 탐정 (KBS) - 맥스(리오넬 스탠더)
- 전쟁과 추억 (KBS) - 아론(존 길구드)
- 판관 포청천 (KBS) - 임서산
- 천사들의 합창 (KBS) - 페르민 할아버지
- 블루문 특급 (KBS)

### 드라마
- 동토의 왕국 (MBC)
- 임진왜란 (MBC) - 황윤길
- MBC 베스트셀러극장 - 제171회-눈부신 한낮 (MBC)
- 제2공화국 (MBC) - 최영희
- 두 자매 (MBC)

### 내레이션
- 제국의 아침 (KBS)

### 게임
- 킹덤 언더 파이어 - 문라이트